# Huixquilico
Huixquilico är en ort i Mexiko.   Den ligger i kommunen Tepehuacán de Guerrero och delstaten Hidalgo, i den sydöstra delen av landet, 190 km norr om huvudstaden Mexico City. Huixquilico ligger 1 138 meter över havet och antalet invånare är 212.
Terrängen runt Huixquilico är bergig åt sydväst, men åt nordost är den kuperad. Huixquilico ligger uppe på en höjd. Runt Huixquilico är det ganska glesbefolkat, med 43 invånare per kvadratkilometer. Närmaste större samhälle är Tamazunchale, 18,9 km norr om Huixquilico. I omgivningarna runt Huixquilico växer i huvudsak städsegrön lövskog.